# سكوت فيلوز
سكوت فيلوز (بالإنجليزية: Scott Fellows)‏ هو كاتب سيناريو ومنتج تلفزيوني ومنتج أفلام أمريكي، ولد في 28 سبتمبر 1965 في الولايات المتحدة.

## وصلات خارجية
- سكوت فيلوز على موقع IMDb (الإنجليزية)
- سكوت فيلوز على موقع ميوزك برينز (الإنجليزية)
- سكوت فيلوز على موقع ديسكوغز (الإنجليزية)
- سكوت فيلوز على موقع قاعدة بيانات الفيلم (الإنجليزية)